# أوليفييه ارنو
أوليفييه ارنو (بالفرنسية: Olivier Arnaud)‏ هو لاعب دوري الرغبي فرنسي، ولد في 14 أكتوبر 1987 في فرنسا.